# Università di Parigi-Diderot
L'Università di Parigi-Diderot (in francese: Université Paris-Diderot; in precedenza: Paris-VII) era un'università pluridisciplinare situata a Parigi. È stata creata nel 1971 in seguito alla scissione dell'Università di Parigi. In seguito al trasloco del 2007 del campus di Jussieu, si trovava principalmente sulla Rive Gauche di Parigi. Ad essa apparteneva l'Hôpital Bichat.
Tra le personalità legate all'università due insegnanti hanno ottenuto il Premio Nobel ed altri due hanno ricoperto l'incarico di Ministro dell'Educazione nazionale in Francia.
Nel 2019 è stata unita all'Università di Parigi-Cartesio per formare l'Université de Paris.